# Marzena Peričić
Marzena Bronisława Peričić z domu Kossowska (ur. w 1960 w Wałbrzychu) – działaczka polonijna w Czarnogórze, rolniczka, rzeźbiarka, poetka. 

## Życiorys
Wychowywała się w Szczawnie-Zdroju. W 1979 zdała maturę w liceum w Wałbrzychu. W 1981 ukończyła Wyższą Szkołę Fizjoterapii we Wrocławiu. W tym samym roku zamieszkała w miejscowości Bar w ówczesnej Jugosławii.
Działaczka Stowarzyszenia Polaków Zamieszkałych w Czarnogórze. Wraz z mężem Sadetinem prowadzi gaj oliwny. Zajmuje się także rzeźbieniem w drewnie oliwnym oraz poezją.
W 2021 „za wybitne zasługi w działalności polonijnej, za osiągnięcia w pracy artystycznej” została odznaczona Krzyżem Kawalerskim Orderu Zasługi Rzeczypospolitej Polskiej.
Matka dwóch synów.

## Publikacje
- Marzena Kossowska-Peričič, Tęsknota, Wałbrzych: Afra, 1997, ISBN 978-83-904542-1-4. Brak numerów stron w książce
- Marzena Kossowska-Peričič, Mój głos z byłej Jugosławii w 1995 roku, Wałbrzych: Przedsiębiorstwo-Usługowo-Handlowo-Produkcyjne "Afra", 1995, ISBN 978-83-904542-0-7. Brak numerów stron w książce
- Marzena Peričić, Okno mojego serca = Prozor mog srca, Podgorica: Ambasada Rzeczpospolitej Polskiej, 2012, ISBN 978-9940-9427-0-0 (pol. • czarnog.). Brak numerów stron w książce